# Vida em Vénus

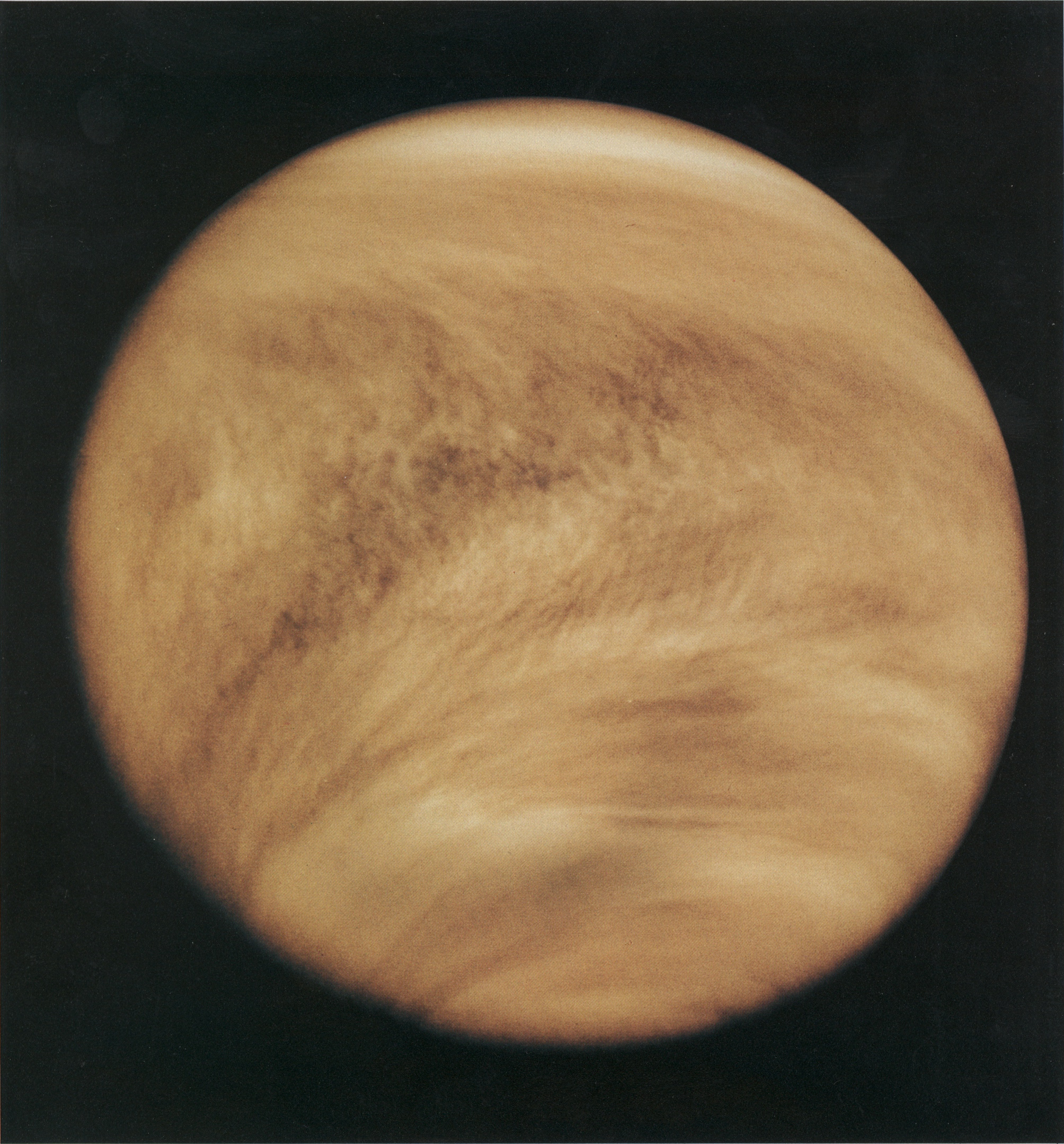
A atmosfera de Vênus vista em ultravioleta pelo Pioneer Venus Orbiter, em 1979.

A possibilidade de vida em Vénus é um assunto de interesse na astrobiologia devido à sua proximidade e semelhanças com a Terra. Até o momento, nenhuma prova definitiva foi encontrada de vida passada ou presente em Vénus. As teorias diminuíram significativamente desde o início dos anos 1960, quando a espaçonave começou a estudar o planeta e ficou claro que seu ambiente é extremo em comparação com o da Terra. No entanto, há estudos em andamento para saber se a vida poderia ter existido na superfície venusiana antes do atual efeito estufa atmosférico ocorrer, e estudos relacionados para saber se uma biosfera relicta poderia persistir no alto da atmosfera venusiana moderna.
Que Vénus está mais perto do Sol do que da Terra, elevando as temperaturas na superfície para cerca de 462 °C, que sua pressão atmosférica é 90 vezes a da Terra e o impacto extremo do efeito estufa tornam improvável a vida baseada na água, como é conhecida atualmente. Alguns cientistas especularam que microrganismos extremófilos termoacidofílicos podem existir nas camadas superiores ácidas de baixa temperatura da atmosfera venusiana. Em setembro de 2020, uma pesquisa foi publicada mostrando a presença de fosfina na atmosfera do planeta, uma bioassinatura potencial.

## Condições da superfície

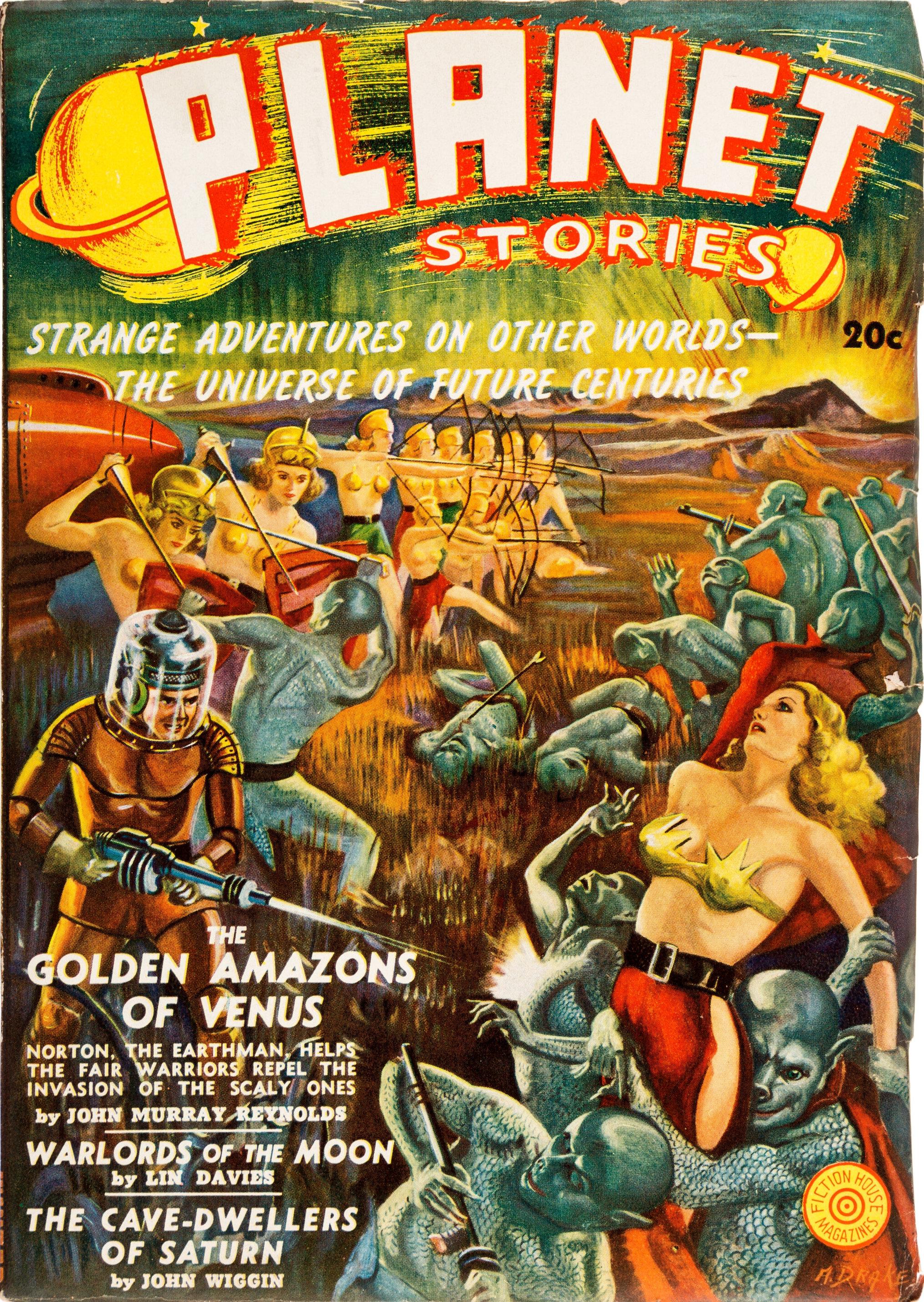
A capa do Planet Stories, no inverno de 1939, retratando venusianos

Como Vénus está completamente coberto por nuvens, o conhecimento humano das condições da superfície era amplamente especulativo até a era da sonda espacial. Até meados do século XX, acreditava-se que o ambiente da superfície de Vénus era semelhante ao da Terra, portanto, acreditava-se que Vênus poderia abrigar vida. Em 1870, o astrônomo britânico Richard A. Proctor disse que a existência de vida em Vénus era impossível perto de seu equador, mas possível perto de seus pólos. Os escritores de ficção científica da primeira metade do século XX eram livres para imaginar como seria o planeta. Entre as especulações sobre Vénus estava a de que ele tinha um ambiente semelhante a uma selva ou que tinha oceanos de petróleo ou água carbonatada.
No entanto, observações de microondas publicadas por C. Mayer et al. em 1958 indicaram uma fonte de alta temperatura (326,85 °C). Estranhamente, as observações da banda milimétrica feitas por A. D. Kuzmin indicaram temperaturas muito mais baixas. Duas teorias concorrentes explicaram o espectro de rádio incomum, uma sugerindo as altas temperaturas originadas na ionosfera, e outra sugerindo uma superfície planetária quente.
Em 1962, a Mariner 2, a primeira missão bem-sucedida a Vênus, mediu a temperatura do planeta pela primeira vez e descobriu que era "cerca de 500 graus Celsius". Desde então, evidências cada vez mais claras de várias sondas espaciais mostraram que Vénus tem um clima extremo, com um efeito estufa gerando uma temperatura constante de cerca de 500 °C na superfície. A atmosfera contém nuvens de ácido sulfúrico. Em 1968, a NASA relatou que a pressão do ar na superfície venusiana era de 75 a 100 vezes a da Terra. Posteriormente, foi revisado para 92 bars, quase 100 vezes o da Terra e semelhante ao de mais de 1 000 m de profundidade nos oceanos da Terra. Em tal ambiente, e dadas as características hostis do clima venusiano, a vida como a conhecemos é altamente improvável de ocorrer.

## Potencial de habitabilidade anterior
Os cientistas especularam que se existisse água líquida em sua superfície antes que o efeito estufa descontrolado aquecesse o planeta, a vida microbiana pode ter se formado em Vênus, mas pode não existir mais. Assumindo que o processo de entrega de água à Terra era comum a todos os planetas próximos à zona habitável, estimou-se que a água líquida poderia ter existido em sua superfície por até 600 milhões de anos durante e logo após o intenso bombardeio tardio, que poderia ser tempo suficiente para a formação de uma vida simples, mas esse número pode variar de alguns milhões de anos a alguns bilhões. Estudos recentes de setembro de 2019 concluíram que Vénus pode ter tido águas superficiais e uma condição habitável por cerca de 3 bilhões de anos e pode ter estado nessa condição até 700 a 750 milhões de anos atrás; se correto, isso daria à vida bastante tempo para evoluir. Isso também pode ter dado tempo suficiente para a vida microbiana evoluir para ser aérea.
Especula-se que a vida em Vénus pode ter chegado à Terra por meio da panspermia. "Os modelos atuais indicam que Vênus pode ter sido habitável. Vida complexa pode ter evoluído no Vênus altamente irradiado e transferido para a Terra em asteróides. Este modelo se encaixa no padrão de pulsos de vida altamente desenvolvida aparecendo, diversificando e se extinguindo com rapidez surpreendente através os períodos Cambriano e Ordoviciano, e também explica a extraordinária variedade genética que apareceu neste período."
Tem havido muito pouca análise do material da superfície venusiana, então é possível que a evidência de vida passada, se é que alguma vez existiu, pode ser encontrada com uma sonda capaz de suportar as atuais condições extremas da superfície de Vénus, embora o ressurgimento do planeta nos últimos 500 milhões de anos significa que é improvável que rochas de superfície antigas permaneçam, especialmente aquelas contendo o mineral tremolite que, teoricamente, poderia evidenciar algumas bioassinaturas.

### Eventos de panspermia sugeridos
Especula-se que a vida em Vénus pode ter chegado à Terra por meio da panspermia. "Os modelos atuais indicam que o planeta pode ter sido habitável. Vida complexa pode ter evoluído em um Vénus altamente irradiado e transferido para a Terra em asteróides. Este modelo se encaixa no padrão de pulsos de vida altamente desenvolvida surgindo, se diversificando e se extinguindo com uma rapidez surpreendente durante os períodos Cambriano e Ordoviciano, e também explica a extraordinária variedade genética que apareceu neste período."

## Presente habitabilidade na atmosfera

### Condições atmosféricas
Embora haja pouca possibilidade de existência de vida perto da superfície de Vénus, as altitudes de cerca de 50 km acima da superfície têm uma temperatura amena e, portanto, ainda existem algumas opiniões a favor dessa possibilidade na atmosfera do planeta. A ideia foi apresentada pela primeira vez pelo físico alemão Heinz Haber, em 1950. Em setembro de 1967, Carl Sagan e Harold Morowitz publicaram uma análise da questão da vida em Vénus na revista Nature.
Na análise dos dados das missões Venera, Pioneer Venus e Magellan, foi descoberto que sulfeto de carbonila, sulfeto de hidrogênio e dióxido de enxofre estavam presentes juntos na alta atmosfera. A Venera também detectou grandes quantidades de cloro tóxico logo abaixo da cobertura de nuvens venusiana. O sulfeto de carbonila é difícil de produzir de forma inorgânica, mas pode ser produzido por vulcanismo. O ácido sulfúrico é produzido na alta atmosfera pela ação fotoquímica do Sol sobre o dióxido de carbono, dióxido de enxofre e vapor de água.
A radiação solar restringe a zona habitável atmosférica entre 51 km (65 °C) e 62 km (−20 °C) de altitude, dentro das nuvens ácidas. Especula-se que as nuvens na atmosfera de Vénus podem conter substâncias químicas que podem iniciar formas de atividade biológica. Especula-se que qualquer microrganismo hipotético habitando na atmosfera, se presente, poderia empregar a luz ultravioleta (UV) emitida pelo Sol como fonte de energia, o que poderia ser uma explicação para as linhas escuras (chamadas de "absorvedor de UV desconhecido") observadas nas fotografias UV do planeta. A existência deste "absorvedor de UV desconhecido" levou Carl Sagan a publicar um artigo em 1963 propondo a hipótese de micro-organismos na alta atmosfera como o agente que absorve a luz UV.

### Potenciais biomarcadores
Em agosto de 2019, os astrônomos relataram um padrão de longo prazo recém-descoberto de alterações de absorção de luz UV e albedo na atmosfera de Vénus e seu clima, que é causado por "absorvedores desconhecidos" que podem incluir produtos químicos desconhecidos ou mesmo grandes colônias de microorganismos no alto na atmosfera.
Em janeiro de 2020, astrônomos relataram evidências que sugerem que Vénus está atualmente vulcanicamente ativo, e o resíduo de tal atividade pode ser uma fonte potencial de nutrientes para possíveis microorganismos na atmosfera venusiana, de acordo com os pesquisadores.
Em setembro de 2020, uma pesquisa publicada por uma equipe de astrônomos da Universidade de Cardife indicou a detecção de fosfina (PH3) na atmosfera de Vénus que não estava ligada a nenhum fator abiótico conhecido de produção presente, ou possível sob condições venusianas. Não se espera que uma molécula como a fosfina persista na atmosfera venusiana, já que sob a radiação ultravioleta, ela acabará reagindo com a água e o dióxido de carbono. PH3 está associado a ecossistemas anaeróbicos na Terra e pode indicar vida em exoplanetas anóxicos. Até 2019, nenhum processo abiótico conhecido gerava gás fosfina em planetas terrestres (em oposição a planetas gasosos) em quantidades apreciáveis, portanto, quantidades detectáveis de fosfina poderiam indicar vida.